# Beroepsbevolking
De beroepsbevolking ofwel actieve bevolking zijn alle personen boven een bepaalde minimumleeftijd die gedurende een bepaalde periode arbeid aanbieden. Het bestaat uit een werkzaam en een werkloos deel. Dit is de internationale definitie zoals vastgesteld door de ILO, nationale definities specificeren deze nader. Zo is de minimumleeftijd in veel gevallen 15 jaar, maar ook wel lager.

## Nederland

### Huidige definities (CBS)
In Nederland deelt het CBS anno 2022 de bevolking van 15 tot 75 jaar op in twee hoofdgroepen:
- De beroepsbevolking:

'Personen:
- die betaald werk hebben (werkzame beroepsbevolking), of
- die geen betaald werk hebben, recent naar betaald werk hebben gezocht en daarvoor direct beschikbaar zijn (werkloze beroepsbevolking).'
De werkzame beroepsbevolking is verder te verdelen in twee subgroepen:
1. De afhankelijke beroepsbevolking betreft de in loondienst werkzame personen;
2. De overige werkende beroepsbevolking bestaat uit zelfstandige ondernemers (inclusief freelancers).

- De niet-beroepsbevolking: 'Personen zonder betaald werk, die niet recent naar werk hebben gezocht of daarvoor niet direct beschikbaar zijn.'[4]

De niet-beroepsbevolking is verder onder te verdelen in drie subgroepen:
1. 'mensen die niet recent naar betaald werk hebben gezocht én niet direct beschikbaar zijn om te gaan werken', zoals 'scholieren en studenten, mensen die zorgen voor gezin of huishouden, arbeidsongeschikten en gepensioneerden'.
2. 'personen die direct beschikbaar zijn voor werk, maar hier niet recent naar hebben gezocht'.
3. 'personen die wel hebben gezocht naar werk, maar hiervoor niet direct beschikbaar zijn'.

De bruto-arbeidsparticipatie is 'het aandeel van de (werkzame en werkloze) beroepsbevolking in de bevolking (beroeps- en niet-beroepsbevolking van 15 tot 75 jaar).'

De netto-arbeidsparticipatie is 'het aandeel van de werkzame beroepsbevolking in de bevolking (beroeps- en niet-beroepsbevolking van 15 tot 75 jaar).'

### Verouderde definities
Tot 2015 hanteerde het CBS een 12-uursgrens in de definitie van "beroepsbevolking" en rekende daarin met de bevolking van 15 tot 65 jaar:

'Personen:

- die twaalf uur of meer per week betaald werken (werkzame beroepsbevolking (12-uursgrens)), of

- die geen betaald werk hebben of voor minder dan twaalf uur per week, recent naar werk voor twaalf uur of meer per week hebben gezocht en daarvoor direct beschikbaar zijn (werkloze beroepsbevolking (12-uursgrens)).'
De beroepsbevolking en de niet-beroepsbevolking samen vormen de beroepsgeschikte bevolking.

## Participatiegraad
De mate waarin de beroepsbevolking van een bepaald gebied actief is op de arbeidsmarkt, wordt participatiegraad genoemd. De activiteit van de bevolking kan zowel betekenen, dat men een baan heeft of een baan zoekt. Ook worden de begrippen deelnemingspercentage en activiteitsgraad gebruikt.
De participatiegraad is gelijk aan het quotiënt van de beroepsbevolking en de beroepsgeschikte bevolking.
De formule hiervoor is: {\displaystyle {\frac {Beroepsbevolking}{Beroepsgeschiktebevolking}}*100\%=brutoparticipatiegraad}
Tegen 2010 moet 70% van de bevolking tussen 15 en 67 jaar binnen de EU-lidstaten willen werken.
De economische groei steunt voor een groot gedeelte op de participatiegraad, deze is bijna net zo belangrijk als de productiviteit.

## Werkzame beroepsbevolking in Europa
| Aandeel van de beroepsbevolking werkzaam in de verschillende sectoren. | Aandeel van de beroepsbevolking werkzaam in de verschillende sectoren. | Aandeel van de beroepsbevolking werkzaam in de verschillende sectoren. |
| Landbouw, bosbouw en visserij                                          | Mijnbouw en industrie                                                  | Diensten                                                               |
| ---------------------------------------------------------------------- | ---------------------------------------------------------------------- | ---------------------------------------------------------------------- |
| ■ Minder dan 5% ■ 5 - 10% ■ 10 - 15% ■ 15 - 25% ■ 25% of meer          | ■ minder dan 25% ■ 25 - 30% ■ 30 - 35% ■ 35 - 40% ■ 40% of meer        | ■ minder dan 40% ■ 40 - 50% ■ 50 - 60% ■ 60 - 70% ■ 70% of meer        |